# 恩光書院
恩光書院（英語：Lumina College）是一所位於香港的基督教高等教育機構，由梁永泰博士、曾育彪博士、李保羅牧師和蔡蔭強牧師於2015年12月17日創辦，目的是栽培新一代領袖，以基督信仰的世界观去創造文化，特色是栽培學生的基督教思維和全人發展、探討當代議題。

## 歷史
2008年金融海嘯後，梁永泰博士探討筒中成因時，發現現代大學專注知識和技巧，教會專注於個人倫理和佈道，兩者普遍對社會及全球議題缺乏關注，引致金融海嘯由學界尖子造成。於是，梁永泰博士與曾育彪博士、李保羅牧師和蔡蔭強牧師在五年內定期探討亞洲基督教高等教育的可能性，結果，他們認為新一代需要基督思維來回應時代，故於2015年12月17日創辦恩光書院，創校院長為梁永泰博士，院址位於香港九龍佐敦吳松街191號突破中心3樓，致力栽培新一代領袖以基督教世界觀來創造文化。創校初期，恩光書院不但與多間美國基督教大學合辦碩士課程，並曾與香港二級歷史文物龍圃花園合作，保育龍圃花園，推廣社區教育，邀請不同中學生和公眾人士參觀，認識龍圃花園和其創辦人李耀祥博士的故事，龍圃花園亦作恩光書院郊區校園。恩光書院多次與香港大學合辦大學教師發展系列，分別有"Redeeming Technology"，"The Future of Business in a Technological Age" 和 "Higher Education in a Machine Age"。

## 課程
- 時代領袖碩士課程 （2020年-）[9]
- 教育碩士課程（教育領導）（2019年-）（與加爾文大學（Calvin University （页面存档备份，存于））合辦）[10]
- 數碼敍事碩士課程（2020年-）（與阿斯伯里大學（Asbury University （页面存档备份，存于）) 合辦）[11]
- 跨文化研究碩士課程（2018-2022年）（與惠頓學院（Wheaton College （页面存档备份，存于）) 合辦）[12]

## 出版及研究
- Christian Mind in the Emerging World: Faith Integration in Asian Contexts and Global Perspectives （页面存档备份，存于）